# Episodi di The Adventures of Ozzie and Harriet (ottava stagione)
L'ottava stagione della serie televisiva The Adventures of Ozzie and Harriet è stata trasmessa in anteprima negli Stati Uniti d'America dalla ABC tra il 7 ottobre 1959 e il 15 giugno 1960.
| nº | Titolo originale                       | Titolo italiano | Prima TV USA     | Prima TV Italia |
| -- | -------------------------------------- | --------------- | ---------------- | --------------- |
| 1  | Sea Captain                            |                 | 7 ottobre 1959   |                 |
| 2  | Ozzie, the Host                        |                 | 14 ottobre 1959  |                 |
| 3  | David, the Law Clerk                   |                 | 21 ottobre 1959  |                 |
| 4  | Who Needs Girls                        |                 | 28 ottobre 1959  |                 |
| 5  | The Rancher's Daughter                 |                 | 4 novembre 1959  |                 |
| 6  | The Nelsons Decide to Move             |                 | 11 novembre 1959 |                 |
| 7  | David, the Sleuth                      |                 | 18 novembre 1959 |                 |
| 8  | The Gas Station                        |                 | 25 novembre 1959 |                 |
| 9  | Fathers' Night at the Fraternity House |                 | 2 dicembre 1959  |                 |
| 10 | Happy Anniversary                      |                 | 9 dicembre 1959  |                 |
| 11 | Rick Gets Even                         |                 | 16 dicembre 1959 |                 |
| 12 | An Interest for Harriet                |                 | 30 dicembre 1959 |                 |
| 13 | Ozzie Keeps a Secret                   |                 | 6 gennaio 1960   |                 |
| 14 | Dave's Car Payments                    |                 | 20 gennaio 1960  |                 |
| 15 | The Circus                             |                 | 27 gennaio 1960  |                 |
| 16 | Rick's English Literature Class        |                 | 3 febbraio 1960  |                 |
| 17 | The Lockout                            |                 | 10 febbraio 1960 |                 |
| 18 | Uninvited Guests                       |                 | 17 febbraio 1960 |                 |
| 19 | A Trap for Ricky                       |                 | 24 febbraio 1960 |                 |
| 20 | An Interesting Evening                 |                 | 2 marzo 1960     |                 |
| 21 | Dave Goofs Off                         |                 | 9 marzo 1960     |                 |
| 22 | Magic Dishes                           |                 | 16 marzo 1960    |                 |
| 23 | Professor's Experiment                 |                 | 30 marzo 1960    |                 |
| 24 | The T-Shirts                           |                 | 6 aprile 1960    |                 |
| 25 | Missing Husband                        |                 | 13 aprile 1960   |                 |
| 26 | Bad Day at Blueberry Rock              |                 | 27 aprile 1960   |                 |
| 27 | Dave and the Schoolteacher             |                 | 4 maggio 1960    |                 |
| 28 | Big Plans for Summer                   |                 | 11 maggio 1960   |                 |
| 29 | Forgotten Promise                      |                 | 18 maggio 1960   |                 |
| 30 | Painting the Sorority House            |                 | 25 maggio 1960   |                 |
| 31 | No News for Harriet                    |                 | 8 giugno 1960    |                 |
| 32 | Weekend Vacation                       |                 | 15 giugno 1960   |                 |